# Савонлина
Савонлина (на фински: Savonlinna; на шведски: Nyslott, Нюслот, на руски: Нейшлот) е финландски град и община, разположени в югоизточната част на страната, в езерния район Сайма. По данни от преброяването на 31 март 2010 г. населението му е 27 726 души.

## История
Градът е основан през 1639 г. около замъка „Свети Олаф“. Замъкът е една от забележителностите на града. Построен е през 1475 г. от Ерик Акселсон Тот, за да защитава областта Савония и да контролира границата между Финландия и Русия. Всяка година в замъка на Савонлина се провежда оперен фестивал.

## Побратимени градове
- Калмар, Швеция
- Силкеборг, Дания